# Син Дон Хёк
Син Дон Хёк (кор. 신동혁?, 申東赫?, при рождении Син Ин Гын, род. 19 ноября 1982 или 1980 года) — известный беженец из КНДР, по воспоминаниям которого американский журналист Блейн Харден написал опубликованную в 2012 году книгу Escape from Camp 14: One Man’s Remarkable Odyssey from North Korea to Freedom in the West (в русском переводе — «Побег из лагеря смерти»), ставшую международным бестселлером.

## Биография

### Жизнь в КНДР и побег

#### Версия, изложенная в книге «Побег из лагеря смерти»
Син Ин Гын родился в лагере № 14 под Кэчхоном. Его родителями были заключённые этого лагеря. Его отец был заключён в этот лагерь, так как его братья во время Корейской войны бежали в Южную Корею. У Сина был старший брат, также содержавшийся в том же лагере. Син Ин Гын учился в школе в лагере, где получил самое базовое образование (по существу, лишь научился читать, писать и считать, но не имел практически никакого представления не только о зарубежных странах, но даже о жизни в КНДР за пределами лагеря). Школьников с малых лет заставляли трудиться. Им внушали, что они — дети «врагов народа», которые могут заслужить прощение лишь благодаря упорному труду. Их приучали доносить друг на друга и на своих родителей.
Когда Сину было 13 лет, он подслушал разговор матери и старшего брата, планировавших побег из лагеря. Син, так как у него были плохие отношения с матерью и так как он был приучен доносить о таких разговорах, решил сообщить обо всем администрации. Так как дело было ночью, то он решил обратиться к ночному сторожу своей школы. Но сторож, сообщив о готовящемся побеге администрации, не сказал, что он получил эту информацию от Сина. Поэтому Сина заключили в лагерную тюрьму и подвергли жестоким пыткам (в частности, вонзили крюк ему в кожу и подвесили над тлеющими углями, так что он получил многочисленные ожоги), обвиняя в соучастии в плане побега. В конце концов, через несколько месяцев его и его отца, также заключённого в лагерную тюрьму, освободили и заставили присутствовать при публичной казни матери и старшего брата Сина (мать повесили, а старшего брата расстреляли).
После этого Син продолжил учиться в лагерной школе, а затем стал работать на швейной фабрике в лагере, где отвечал за ремонт швейных машинок. Там однажды за то, что он уронил и разбил швейную машинку, ему отрезали фалангу пальца на руке. На швейной фабрике Син подружился с Пак Ён Чхолем, заключённым из Пхеньяна, бывшим тренером тхэквондо, от которого он впервые получил сведения об окружающем мире (в частности, о существовании Китая, Южной Кореи и других стран). Этот заключённый бежал в Китай, прожил там некоторое время, затем вернулся в КНДР и был арестован по обвинению в шпионаже. Вместе они решили бежать из лагеря.
Лагерь был окружён забором из проволоки, по которой был пропущен ток высокого напряжения. При попытке пролезть через этот забор в январе 2005 года Пак Ён Чхоль погиб, а Син, хотя и получил ожоги, смог выбраться на свободу.
После побега из лагеря Син украл из чьего-то сарая старую военную форму, которую и надел. Питаясь ворованной едой, он добрался до границы с Китаем по реке Туманная. Он перешёл границу, подкупив голодного пограничника едой и сигаретами (которые Син купил на деньги от продажи украденного мешка с рисом).

#### Версия, изложенная Син Дон Хёком в 2015 году
Ряд других перебежчиков из КНДР. и экспертов высказывали скептицизм насчёт различных аспектов повествования Сина. В 2015 году, после появления видео с живым отцом, Син рассказал Хардену, что часть того, что он ранее ему рассказывал, было неправдой. На самом деле, по словам Сина, он действительно родился в лагере № 14, но затем его родителей вместе с ним перевели в лагерь № 18, где режим был менее строгим. Он рассказал, что он не только донёс о готовящемся побеге матери и брата, но и ещё и «подписал» (отпечатком своего пальца) показания, ложно обвиняющие их в убийстве. По его словам, он дважды пытался бежать из лагеря № 18. В первый раз, в 1999 году, его поймали через несколько дней. При второй попытке побега, в 2001 году, он смог добраться до Китая, но там был задержан китайской полицией и выдан в КНДР. Там он был заключён в лагерь № 14, где его пытали в наказание за побег. По словам Сина, было неправдой то, что он сначала рассказывал о своём полном незнании о жизни за пределами лагеря.

### Жизнь после бегства из КНДР

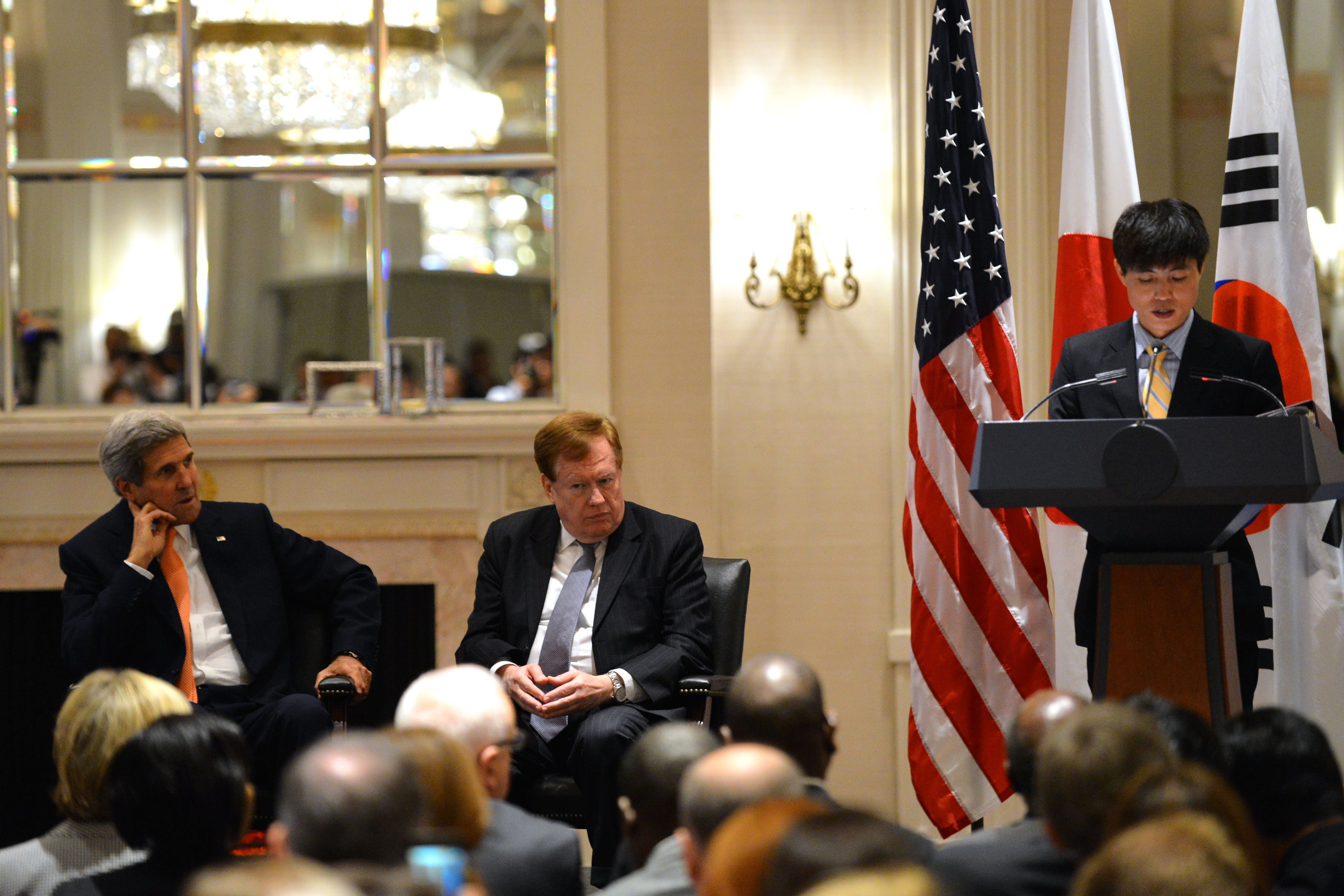
Госсекретарь США Джон Керри слушает выступление Син Дон Хёка, сентябрь 2014 года

После работы по найму в качестве чернорабочего в разных местах в Китае Син в Шанхае случайно встретился с журналистом из Южной Кореи, вместе с которым он явился в южнокорейское консульство, после чего получил убежище и перебрался в Южную Корею.
В Южной Корее Син опубликовал свои воспоминания на корейском языке, а затем перебрался в США и сменил имя с Син Ин Гын на Син Дон Хёк. В США Син неоднократно выступал с публичными рассказами о своей жизни, а затем вернулся в Южную Корею.
В августе 2013 года он давал показания о нарушении прав человека в КНДР комиссии ООН.

## Версия властей КНДР
Сначала власти КНДР утверждали, что такого человека как Син Ин Гын, вообще не существует. Затем, в 2014 году, они опубликовали видео, в котором отец Сина и другие рассказывают, что Син не родился в лагере и никогда не содержался в нём, а сбежал из КНДР после изнасилования 13-летней девочки, а мать и брат Сина виновны в убийстве.